# O Porto
O Porto è un album dal vivo del gruppo Madredeus, pubblicato nel 1998.

## Tracce
1. Coisas Pequenas – 7:21
2. Os Dias São À Noite – 4:40
3. A Andorinha da Primavera – 3:25
4. A Tempestade – 6:00
5. Margem – 5:08
6. Carta Para Ti – 4:11
7. Canção Do Tempo – 4:34
8. Agora - Canção aos Novos – 9:38
9. A Praia Do Mar – 4:48
10. Alvorada – 9:03
11. Claridade – 5:46
12. Quem Amo – 2:51
13. Alma – 2:52
14. Os Foliões – 4:53
15. O Paraíso – 9:27
16. O Sonho – 6:57
17. Não Muito Distante – 4:39
18. Haja O Que Houver – 6:23

## Formazione
- Teresa Salgueiro - voce
- Pedro Ayres Magalhães - chitarra, chitarra classica
- Carlos Maria Trindade - sintetizzatore
- José Peixoto - chitarra classica